# Chapelle Sainte-Catherine du Port
La chapelle Sainte-Catherine du Port est située rue Sainte-Catherine, à Auvillar, dans le département de Tarn-et-Garonne, en Midi-Pyrénées.

## Historique
La présence d'un chrisme de style carolingien au-dessus du portail de l'église (aujourd'hui déposé et remplacé par une copie en 2010) fait supposer que cette chapelle remonte à cette époque.

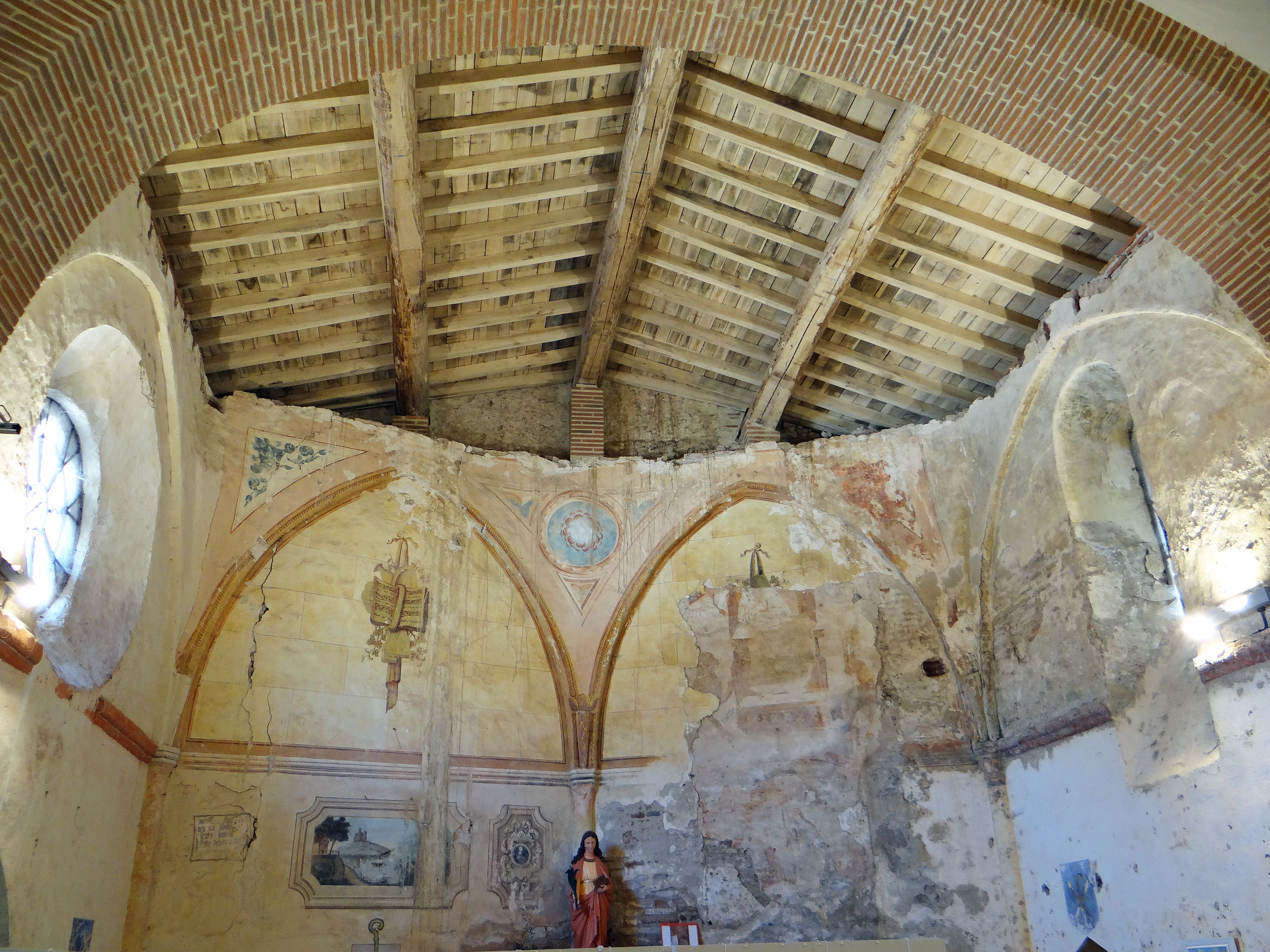
Vestiges du décor intérieur

La présence d'un port au pied de la colline du château est liée au péage que devaient payer les bateaux naviguant sur la Garonne. Ce péage est connu depuis le XIIe siècle.
Comme beaucoup de chapelles construites pour les mariniers le long de la Garonne, elle est dédiée à Sainte Catherine d'Alexandrie, patronne des gens de la rivière et des philosophes.
Les Coutumes d'Auvillar de 1265 qui reprennent celles du XIIe siècle montrent qu'une chapelle existait au port d'Auvillar au XIIe siècle. En 1204, les consuls de Toulouse font la guerre au vicomte d'Auvillar pour supprimer le péage.
Arnaud Garcie de Goth, frère de Bertrand de Goth, pape sous le nom de Clément V, est vicomte d'Auvillar. La chapelle a dû être reconstruite à l'initiative de Clément V entre 1305 et 1314.
Le décor peint actuel date du XVIIIe siècle. Cependant dans certaines parties de l'église où ce décor s'est écaillé, il a fait apparaître des peintures plus anciennes, probablement du XIVe siècle.
La chapelle Sainte-Catherine a été inscrite au titre des monuments historiques le 26 décembre 1980,.